# نائب مدير المدرسة
في المدارس الكبرى، يتم دعم مدير المدرسة عادة بشخص يسمى نائب مدير المدرسة أو مساعد المدير أو معاون المدير أو وكيل المدير. وعلى العكس من المدير، فإن نائب مدير المدرسة لا يتمتع بسلطة كاملة لاتخاذ القرار كالمدير. وعلى الرغم من أن كليهما يتمتعان بنفس السلطة تقريبًا بين الطلاب، إلا أن نائب المدير لا يملك نفس السلطة في مجلس الإدارة. وتعتبر الخبرة كمساعد مدير شرطًا أساسيًا عادة للتقدم لتولي الإدارة.

## التوصيف الوظيفي
يساعد نائب مدير المدرسة المدير في الإدارة العامة للمدرسة. يشغل بعض النواب هذا المنصب لعدة سنوات للإعداد للترقي إلى وظيفة الإدارة، والبعض الآخر تكون مهنتهم هي مساعد مدير. وتكون مسؤوليتهم في المقام الأول تحديد مواعيد فصول الطلاب وطلب الكتب المدرسية واللوازم وتنسيق الرحلات والرعاية والكافتيريا وخدمات الدعم الأخرى. ويتولون عادة التعامل مع مشاكل الحضور وانضباط الطلاب، والبرامج الاجتماعية والترفيهية، ومسائل الصحة والسلامة. كما يقومون أيضًا بتقديم النصح للطلاب في المسائل الشخصية أو التعليمية أو المهنية. مع بروز الإدارة المعتمدة على الموقع، فإن نائب مدير المدرسة يلعب دورًا أكبر في ضمان النجاح الأكاديمي للطلاب من خلال المساعدة في تطوير مناهج جديدة وتقييم المدرسين والتعامل مع العلاقات المجتمعية بالمدرسة ــ تلك المسؤوليات التي كانت منوطة سابقًا بمدير المدرسة فقط. وقد يختلف عدد نواب المدير في المدرسة الواحدة اعتمادًا على عدد الطلاب.

من The US Department of Labor Bureau of Labor Statistics

## التعليم
تطلب أغلب المدارس الابتدائية والإعدادية والثانوية أن يكون المدير حاصلاً على درجة الماجستير في الرئاسة أو الإدارة التربوية. كما يكون لدى معظم مديري المدارس خبرة أيضًا كمدرسين. ماجستير الإدارة التربوية يتم منحه في عدد من الجامعات بجميع أنحاء الولايات المتحدة من بينها جامعة تكساس الشمالية و جامعة بول ستايت و جامعة دركسل وجامعة أشلاند وجامعة نورث إيسترن وجامعة سكرانتون

## المهام
في مدارس الولايات المتحدة، تكون مهمة نائب مدير المدرسة التعامل مع مسائل مثل انضباط الطلاب واجتماعات أولياء الأمور وجرد الموجودات والطلب وخطط تحسين المدرسة والإشراف على الحافلات ووجبة الغداء وملاحظة المدرسين. بالإضافة إلى أن نائب مدير المدرسة يمثل في كثير من الأحيان كمنسق اختبار ومدرب الموظفين على الإجراءات المتعلقة بالتقييم الموحد وكذلك حساب مواد الاختبار. كما أنه إضافة إلى هذه المهام، يعتبر نائب مدير المدرسة موجهًا تعليميًا.
لكن الأهم من ذلك، أنه في حالة حدوث شيء لمدير المدرسة، مثل إجازة غياب طويلة، يقوم نائب المدير بدور المدير بصفة مؤقتة. وبسبب هذا، يرى العديد أن هذا المنصب هو حجر الأساس للدور الأكبر، وهو المدير، وغالبا ما يستخدم على هذا النحو. وفي أغلب المدارس، يتخلى نائب مدير المدرسة عن كافة مهام التدريس لمعالجة مسائل تربوية أكبر.

## وصلات خارجية
- Infusing Management Tasks with Instructional Leadership by Dr. Angie McQuaig, Assistant Principal
- US Department of Labor Bureau of Labor Statistics
- The National Association of Elementary School Principals, 1615 Duke St., Alexandria, VA 22314-3483
- The National Association of Secondary School Principals, 1904 Association Drive, Reston, VA 20191-1537